# Ingolf Wunder
Ingolf Wunder (Klagenfurt, 8 settembre 1985) è un pianista austriaco.

## Biografia
Ha avuto la sua prima lezione di musica all'età di quattro anni, inizialmente imparando il violino.
Si è esibito in molte parti del mondo, tra cui Austria, Francia, Germania, Cina, Lussemburgo, Cipro, Belgio, Spagna, Portogallo, Stati Uniti d'America e ancora Repubblica Ceca, Argentina, Ungheria, Italia e Polonia, sia in recital solistico e con orchestra.
Nell'ottobre del 2010, vince il secondo premio al Concorso pianistico internazionale Frédéric Chopin di Varsavia e due premi speciali: quello per la miglior esecuzione della Polacca Fantasia op. 61 e quello per la migliore esecuzione del concerto.
Nel gennaio 2011 ha firmato come artista con la Deutsche Grammophon. Il 17 giugno 2011 è uscito il suo primo cd per la prestigiosa casa discografica tedesca: l'album è un recital chopiniano che contiene la Terza sonata in Si Minore, la Polacca Fantasia op. 61, la Ballata n. 4 e la Polacca op. 22.